# Olga Lander
Olga Alexandrovna Lander (en ruso: Ольга Александровна Ландер; 10 de abril de 1909-19 de septiembre de 1996) fue una fotógrafa documental y periodista soviética, que estudió fotografía con Moses Nappelbaum y David Sternberg. Durante la Segunda Guerra Mundial, Lander fue fotoperiodista y corresponsal del frente de la Gran Guerra Patria. Lander acompañó al 3.er Frente Ucraniano a zonas como Kursk, Odesa y Viena. Fotografió una amplia gama de actividades, incluidos soldados distinguidos, eventos oficiales, la acción de unidades avanzadas en el campo de batalla y actividades cotidianas que incluían soldados, mecánicos, personal médico y artistas escénicos.
Durante la guerra, Lander ascendió al rango de teniente. Recibió medallas por su trabajo fotoperiodístico, incluida la de Caballero de la Orden de la Estrella Roja y la Orden de la Guerra Patria, 2.ª Clase. Después de la guerra, trabajó en la Exposición de Logros de la Economía Nacional (VDNH) y como fotógrafa para el periódico Sovetskaya Rossiya. Se jubiló en 1974 y publicó una memoria de su vida, Frontovymi dorogami, en 1986.

## Primeros años de vida y educación
Lander era hija del fotógrafo judío Aleksandr Issajewitch Lander y su esposa Yevgenija Issakovna, y es considerada una fotoperiodista judía soviética de segunda generación. Después de graduarse de la escuela secundaria en Samara, se mudó a Moscú para asistir a la Academia Estatal Stroganov de Artes Industriales y Aplicadas de Moscú en 1927. También comenzó a trabajar con el fotógrafo Moisés Nappelbaum y se convirtió en alumno y asistente de David Sternberg.
Desde 1930, Lander trabajó para el estudio de cine Tadshikfilm, viajando por Asia Central. Inicialmente trabajó como asistente de laboratorio fotográfico para el periódico Komsomólskaya Pravda, pero pronto se convirtió en corresponsal fotográfico y viajó por toda la Unión Soviética.

## Carrera

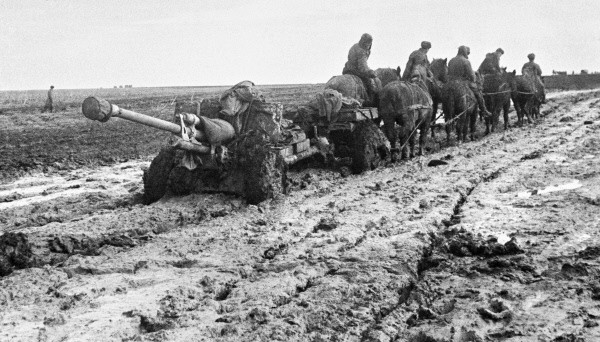
Artillería siendo llevada a nuevas posiciones por caballos, fotografía de Olga Lander, 1942.

Tras la invasión de la URSS por los nazis en junio de 1941, Lander fue evacuado a Taskent. Pidió repetidamente que la trasladaran a una zona más activa y, en 1942, había regresado a Moscú. Rompió el protocolo y se ofreció como voluntaria para ser enviada al frente con el periódico militar Sovetsky Voin (Soldado soviético). Lander recibió uniforme e insignias militares y, en ocasiones, estuvo acompañada por una escolta militar proporcionada por la unidad del ejército que estaba cubriendo. Fue una de las pocas fotógrafas que trabajó continuamente sin regresar a las oficinas editoriales.
Lander es una de las cinco fotógrafas que se sabe que han servido en el frente, entre 200 fotógrafos de guerra. Las otras fueron Galina Sankova, Olga Ignatovich, Yelizaveta Mikulina y Natasha Bode. Durante gran parte de la guerra, las fotografías de Lander se publicaron con el crédito de «O. Lander», que no daba ninguna indicación de género. En marzo de 1944, fue acreditada por primera vez como «Olga Lander».
Lander acompañó al 3.er Frente Ucraniano, documentando enfrentamientos importantes, incluida la Batalla de Kursk, la Ofensiva de Odesa, la Ofensiva de Viena y los combates en Kiev, Rumania y Hungría. Lander estuvo en Viena con motivo del Día de la Victoria en Europa. Permaneció en el equipo editorial en la Rumania ocupada por los soviéticos hasta 1948. Más de 1500 de sus fotografías se publicaron en periódicos en la década de 1940, mostrando tanto la vida cotidiana como las batallas en el frente en Yugoslavia, Rumania y Hungría. También documentó el regreso a casa de los soldados y la reconstrucción al final de la guerra.

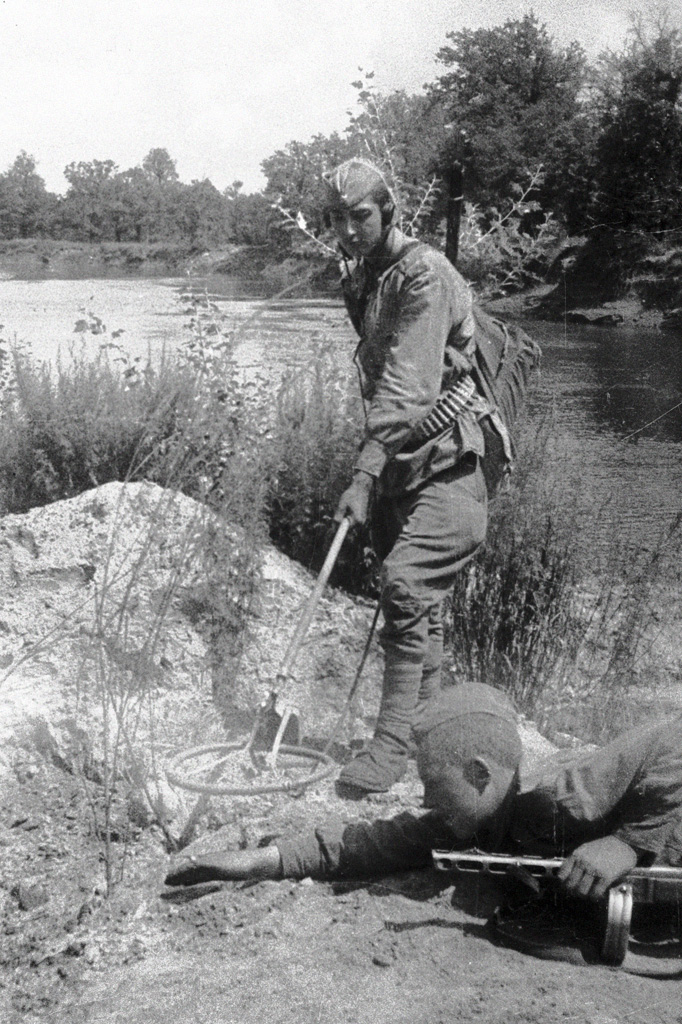
Zapadores soviéticos desactivan artefactos explosivos durante la Gran Guerra Patria (Segunda Guerra Mundial), fotografía de Olga Lander, 1943.

Durante la guerra, Lander utilizó una cámara FED, una copia soviética de la cámara Leica alemana. La cámara de Lander tenía una distancia focal fija de 50 mm, lo que significaba que Lander no podía acercar a sus sujetos. Para tomar fotografías tenía que estar cerca de la acción, a pesar de los peligros que esto planteaba en tiempos de guerra. La cámara de pequeño formato produjo negativos de menor calidad que una cámara de gran formato, pero le permitió moverse rápidamente y lograr inmediatez en sus fotografías. Revelar las fotografías que tomó fue un desafío constante, que le exigía improvisar constantemente. En sus memorias, escribió: «No tenía un cuarto oscuro. Dondequiera que iba, tenía que construir uno. En los pueblos usaba armarios... en las ciudades buscaba rincones oscuros en los sótanos».
Después de su baja del ejército, Lander regresó a Moscú, donde trabajó en el departamento de fotografía de la Exposición de Logros de la Economía Nacional (VDNJ). Lander finalmente comenzó a trabajar como fotógrafo para el periódico Sovetskaya Rossiya, que se publicó por primera vez en 1956. Permaneció allí hasta su jubilación en 1974.
Lander fue una de las nueve fotoperiodistas radicadas en Moscú perfiladas en un artículo de Sovetskoe Foto en 1974. Su trabajo se incluyó en An Anthology of Soviet Photography, 1941–1945 (1987). Lander publicó una memoria de su vida, Frontovymi dorogami en 1986. Murió en 1996.

## Premios y honores
Durante la guerra, Lander ascendió al rango de teniente. Recibió las siguientes medallas por su trabajo fotográfico.
- Orden de la Estrella Roja [6]
- Orden de la Guerra Patria, 2.da Clase [6]

## Colecciones y exposiciones
Más de 3.000 negativos de guerra de Lander se guardan en archivos, incluido el Museo Estatal de Historia y el Museo Central de las Fuerzas Armadas rusas en Moscú, y el Archivo Fotográfico y Cinematográfico Estatal Ruso en Krasnogorsk, Óblast de Moscú 
Las exposiciones que se centran o incluyen su trabajo incluyen:
- 2006, Breaking the Frame: Pioneering Women in Photojournalism, Museo de Artes Fotográficas, Parque Balboa, San Diego [20]
- 2011, Through Soviet Jewish Eyes, Museo de Arte CU, Universidad de Colorado en Boulder [21]
- 2013, Soviet photography, Museo Estatal Ruso y Centro de Exposiciones de Fotografía, San Petersburgo [22]
- 2017, Olga Lander. The Supplemented Reality of the War, Museo de Uniformes Militares, Moscú [6][23]
- 2017–2018, Kriegsalltag und Abenteuerlust, Kriegsfotografinnen in Europa 1914–1945 [La vida cotidiana y el deseo de aventuras en tiempos de guerra, fotógrafos de guerra en Europa 1914-1945], Museo Das Verborgene [24]
- 2018, Olga Lander – Sowjetische Kriegsfotografin im Zweiten Weltkrieg [Olga Lander – fotógrafa de guerra soviética en la Segunda Guerra Mundial], Deutsch-russisches Museum, Karlshorst [2]
- 2021, Jewgenij Chaldej Der Fotograf der Befreiung [Yevgeny Khaldei. El fotógrafo de la liberación], Museo Judío de Viena (también se incluyen fotografías de Olga Lander) [25]
- 2021, Communism Through the Lens: Everyday Life Captured by Women Photographers in the Dodge Collection, Colección Norton y Nancy Dodge de arte inconformista de la Unión Soviética, Museo de Arte Zimmerli, Universidad de Rutgers [26]